# Puerta de los Países Catalanes

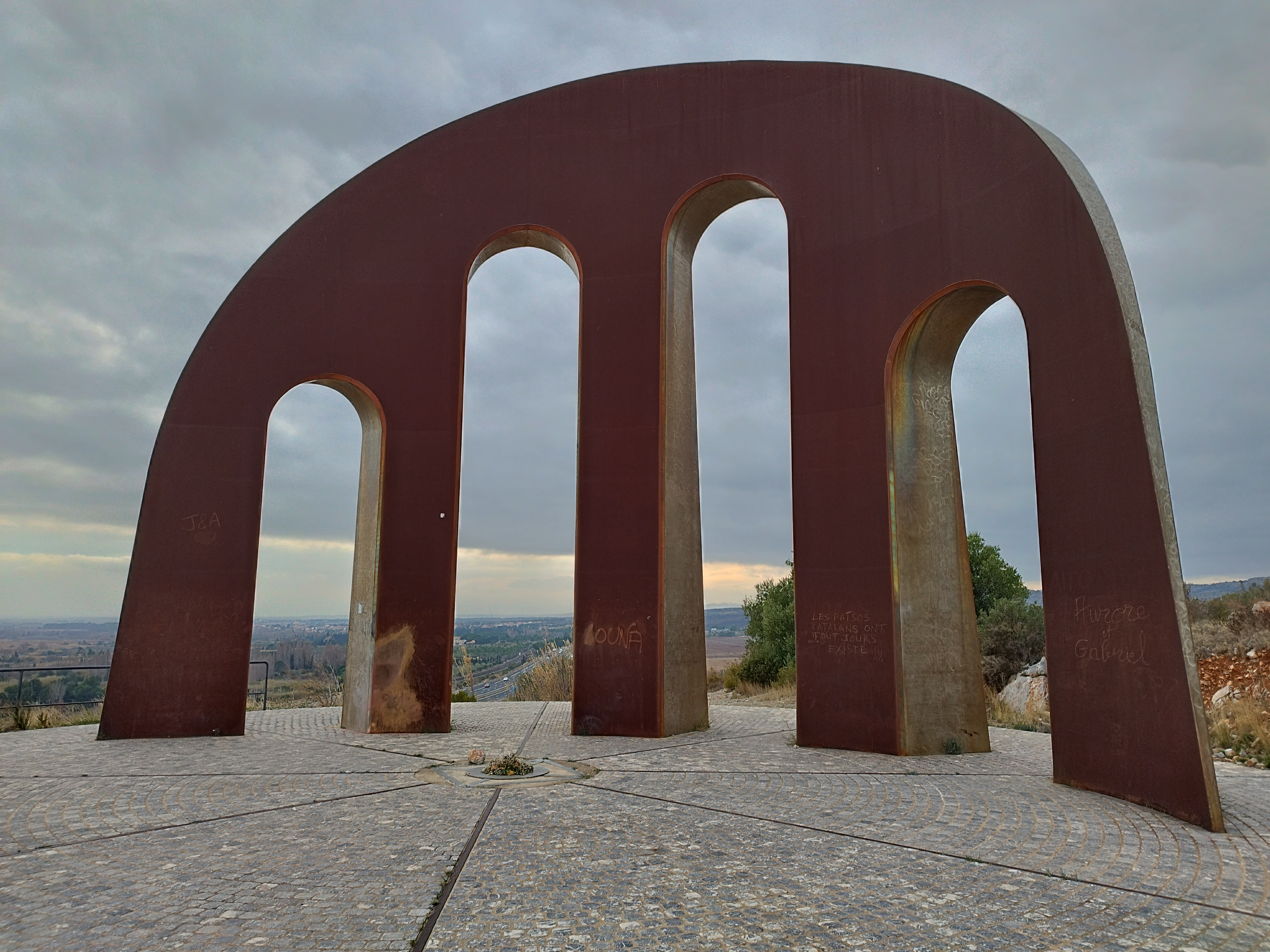
Puerta de los Países Catalanes.

La Puerta de los Países Catalanes  (en catalán: Porta dels Països Catalans) es una obra del escultor Emili Armengol ubicada en la comuna francesa de Salces.
Sus promotores pretenderían con ella marcar de forma simbólica la «entrada» en lo que ellos consideran los «Países Catalanes». Después de más de veinte años de iniciado el proyecto, la puerta se inauguró el 28 de septiembre de 2003, al norte de Salces. Su concepción y ejecución fue obra de la asociación Unión por una Región Catalana.
La visión aérea del monumento recuerda a una hoz, aludiendo al canto de Els Segadors.